# Championnats d'Amérique du Sud d'athlétisme 2003
Navigation
Manaus 2001 Cali 2005
Les 42e Championnats d'Amérique du Sud d'athlétisme ont eu lieu du 20 au 22 juin 2003 à Barquisimeto, au Venezuela.

## Résultats

### Hommes
| Épreuve | Or                                                                       | Or                | Argent                                                                      | Argent            | Bronze                                                                     | Bronze            |
| --- | ------------------------------------------------------------------------ | ----------------- | --------------------------------------------------------------------------- | ----------------- | -------------------------------------------------------------------------- | ----------------- |
| 100 m | Édson Ribeiro Brésil                                                     | 10 s 30           | Heber Viera Uruguay                                                         | 10 s 33           | Jarbas Mascarenhas Brésil                                                  | 10 s 36           |
| 200 m | Heber Viera Uruguay                                                      | 20 s 60           | Claudinei da Silva Brésil                                                   | 20 s 63           | Jorge Sena Brésil                                                          | 20 s 71           |
| 400 m | William Hernández Venezuela                                              | 45 s 81           | Anderson dos Santos Brésil                                                  | 46 s 07           | Mauricio Mery Chili                                                        | 46 s 20           |
| 800 m | Fabiano Peçanha Brésil                                                   | 1 min 46 s 32     | Osmar dos Santos Brésil                                                     | 1 min 46 s 92     | Simoncito Silveira Venezuela                                               | 1 min 48 s 31     |
| 1 500 m | Fabiano Peçanha Brésil                                                   | 3 min 39 s 74     | Miguel Ángel García Venezuela                                               | 3 min 41 s 01     | Javier Carriqueo Argentine                                                 | 3 min 42 s 65     |
| 5 000 m | Marílson dos Santos Brésil                                               | 13 min 52 s 15    | William Naranjo Colombie                                                    | 14 min 03 s 41    | Luis Fonseca Venezuela                                                     | 14 min 17 s 44    |
| 10 000 m | William Naranjo Colombie                                                 | 29 min 37 s 38    | Luiz Almeida Brésil                                                         | 29 min 49 s 11    | José Alejandro Semprún Venezuela                                           | 30 min 06 s 03    |
| 3000 m steeple | Néstor Nieves Venezuela                                                  | 8 min 46 s 41     | Celso Ficagna Brésil                                                        | 8 min 51 s 73     | Richard Arias Équateur                                                     | 8 min 52 s 66     |
| 110 m haies | Redelén dos Santos Brésil                                                | 13 s 45 CR        | Jackson Quiñónez Équateur                                                   | 13 s 59           | Mateus Inocêncio Brésil                                                    | 13 s 69           |
| 400 m haies | Bayano Kamani Panama                                                     | 50 s 10           | Cleverson da Silva Brésil                                                   | 50 s 35           | Eronilde de Araújo Brésil                                                  | 50 s 81           |
| Saut en hauteur | Fabrício Romero Brésil                                                   | 2,22 m            | Jessé de Lima Brésil                                                        | 2,22 m            | Alfredo Deza Pérou                                                         | 2,16 m            |
| Saut à la perche | Ricardo Diez Venezuela                                                   | 5,20 m            | Javier Benítez Argentine                                                    | 5,20 m            | Gustavo Rehder Brésil                                                      | 5,10 m            |
| Saut en longueur | Víctor Castillo Venezuela                                                | 7,78 m            | Sérgio dos Santos Brésil                                                    | 7,65 m            | Irving Saladino Panama                                                     | 7,46 m            |
| Triple saut | Jadel Gregório Brésil                                                    | 16,76 m           | Anísio Silva Brésil                                                         | 16,22 m           | Johnny Rodríguez Venezuela                                                 | 16,12 m           |
| Lancer du poids | Marco Antonio Verni Chili                                                | 20,23 m CR        | Yojer Medina Venezuela                                                      | 19,29 m           | Jhonny Rodríguez Colombie                                                  | 18,22 m           |
| Lancer du disque | Marcelo Pugliese Argentine                                               | 57,44 m           | Jorge Balliengo Argentine                                                   | 55,22 m           | Héctor Hurtado Venezuela                                                   | 54,61 m           |
| Lancer du marteau | Juan Cerra Argentine                                                     | 73,31 m           | Adrián Marzo Argentine                                                      | 67,25 m           | Aldo Bello Venezuela                                                       | 65,27 m           |
| Lancer du javelot | Luiz da Silva Brésil                                                     | 79,50 m CR        | Noraldo Palacios Colombie                                                   | 76,81 m           | Nery Kennedy Paraguay                                                      | 75,53 m           |
| Décathlon | Édson Bindilatti Brésil                                                  | 7 254 pts         | Juan Jaramillo Venezuela                                                    | 6 763 pts         | Enrique Aguirre Argentine                                                  | 6 585 pts         |
| 20 000 m marche | Sérgio Galdino Brésil                                                    | 1 h 25 min 54 s 2 | Fredy Hernández Colombie                                                    | 1 h 26 min 00 s 0 | Cristián Muñoz Chili                                                       | 1 h 31 min 16 s 1 |
| 4 × 100 m | Brésil Jarbas Mascarenhas Édson Ribeiro Cláudio Souza Claudinei da Silva | 38 s 96           | Venezuela Juan Alberto Morillo Omar José Cortés José Carabalí Hely Ollarves | 39 s 85           | Chili Roberto Pablo Colville Ricardo Roach Guillermo Mayer Mauricio Mery   | 40 s 04           |
| 4 × 400 m | Brésil Luís Ambrosio Eronilde de Araújo Flávio Godoy Anderson dos Santos | 3 min 5 s 28      | Venezuela Jonathan Palma Luis Raúl Luna Danny Núñez William José Hernández  | 3 min 9 s 26      | Colombie Jhon Chávez Gélver Espinoza Edgar José Bermudes Julio César Rojas | 3 min 9 s 48      |
| Records et Performances - AR : Record continental (area record) - CR : Record des championnats (championship record) - MR : Record du meeting (meet record) - NR : Record national (national record) - OR : Record olympique (olympic record) - PR : Record paralympique (paralympic record) - PB : Record personnel (personal best) - SB : Meilleure performance personnelle de la saison (season's best) - WL : Meilleure performance mondiale de l'année (world leader) - WJR : Record du monde junior (world junior record) - WR : Record du monde (world record) Circonstances et Conditions - DNF : N'a pas terminé (did not finish) - DNS : N'a pas pris le départ (did not start) - DQ : Disqualification (disqualification) - NM : Aucun essai valable enregistré (No Mark) - Q : Qualifié « directement » au prochain tour (ou à la prochaine compétition), lors d'une compétition majeure, grâce au classement ou à la réalisation des minima (automatic qualifier) - q : Qualifié au prochain tour (ou à la prochaine compétition), lors d'une compétition majeure, grâce au repêchage ou à la réalisation de l'une des meilleures performances parmi celles des « non qualifiés directement » (grâce au meilleur temps ou à la meilleure distance par exemple) (secondary qualifier) |                                                                          |                   |                                                                             |                   |                                                                            |                   |

### Femmes
| Épreuve | Or                                                                                | Or                 | Argent                                                                  | Argent             | Bronze                                                                          | Bronze             |
| --- | --------------------------------------------------------------------------------- | ------------------ | ----------------------------------------------------------------------- | ------------------ | ------------------------------------------------------------------------------- | ------------------ |
| 100 m | Digna Luz Murillo Colombie                                                        | 11 s 35            | Lucimar de Moura Brésil                                                 | 11 s 43            | Wilmary Álvarez Venezuela                                                       | 11 s 59            |
| 200 m | Digna Luz Murillo Colombie                                                        | 23 s 13            | Lucimar de Moura Brésil                                                 | 23 s 34            | Wilmary Álvarez Venezuela                                                       | 23 s 40            |
| 400 m | Geisa Coutinho Brésil                                                             | 51 s 81            | Eliana Pacheco Venezuela                                                | 52 s 43            | Josiane Tito Brésil                                                             | 52 s 68            |
| 800 m | Luciana Mendes Brésil                                                             | 2 min 02 s 06      | Christiane dos Santos Brésil                                            | 2 min 02 s 50      | Rosibel García Colombie                                                         | 2 min 02 s 84      |
| 1 500 m | Juliana de Azevedo Brésil                                                         | 4 min 17 s 54 CR   | Niusha Mancilla Bolivie                                                 | 4 min 21 s 54      | Ana Cláudia Coimbra Brésil                                                      | 4 min 21 s 75      |
| 5 000 m | Maria Rodrigues Brésil                                                            | 16 min 11 s 70     | Erika Olivera Chili                                                     | 16 min 23 s 97     | Lucélia Peres Brésil                                                            | 16 min 36 s 31     |
| 10 000 m | Ednalva da Silva Brésil                                                           | 34 min 13 s 50     | Erika Olivera Chili                                                     | 34 min 43 s 02     | Luz Eliana Silva Chili                                                          | 35 min 01 s 73     |
| 3 000 m steeple | Mónica Amboya Équateur                                                            | 10 min 25 s 90 CR  | Silvia Paredes Équateur                                                 | 10 min 38 s 22     | Patrícia Lobo Brésil                                                            | 10 min 55 s 88     |
| 100 m haies | Gilvaneide Parrela Brésil                                                         | 13 s 44            | Maíla Machado Brésil                                                    | 13 s 63            | Princesa Oliveros Colombie                                                      | 13 s 77            |
| 400 m haies | Lucimar Teodoro Brésil                                                            | 56 s 86 CR         | Raquel da Costa Brésil                                                  | 57 s 51            | Princesa Oliveros Colombie                                                      | 57 s 53            |
| Saut en hauteur | Luciane Dambacher Brésil                                                          | 1,82 m             | Yetzálida Pérez Venezuela                                               | 1,82 m             | Claudia Casals Argentine                                                        | 1,79 m             |
| Saut à la perche | Alejandra García Argentine                                                        | 4,20 m             | Carolina Torres Chili                                                   | 4,20 m             | Milena Agudelo Colombie                                                         | 4,00 m             |
| Saut en longueur | Keila Costa Brésil                                                                | 6,30 m             | Caterine Ibargüen Colombie                                              | 6,04 m             | Mónica Falcioni Uruguay                                                         | 5,94 m             |
| Triple saut | Keila Costa Brésil                                                                | 13,62 m            | Luciana dos Santos Brésil                                               | 13,42 m            | Caterine Ibargüen Colombie                                                      | 13,07 m            |
| Lancer du poids | Elisângela Adriano Brésil                                                         | 18,34 m            | Luz Dary Castro Colombie                                                | 16,59 m            | Marianne Berndt Chili                                                           | 16,39 m            |
| Lancer du disque | Elisângela Adriano Brésil                                                         | 58,37 m            | Luz Dary Castro Colombie                                                | 51,73 m            | María Cubillán Venezuela                                                        | 50,47 m            |
| Lancer du marteau | Katiuscia de Jesus Brésil                                                         | 61,01 m CR         | Josiane Soares Brésil                                                   | 59,65 m            | Adriana Benaventa Venezuela                                                     | 58,34 m            |
| Lancer du javelot | Sabina Moya Colombie                                                              | 58,30 m            | Alessandra Resende Brésil                                               | 57,01 m            | Romina Maggi Argentine                                                          | 52,36 m            |
| Heptathlon | Thaimara Rivas Venezuela                                                          | 5 622 pts          | Elizete da Silva Brésil                                                 | 5 334 pts          | Valeria Steffens Chili                                                          | 5 169 pts          |
| 20 000 m marche | Sandra Zapata Colombie                                                            | 1 h 40 min 52 s 60 | Morelba Useche Venezuela                                                | 1 h 48 min 24 s 90 | Marcela Pacheco Chili                                                           | 1 h 49 min 50 s 10 |
| 4 × 100 m | Brésil Renata Vilela Sampaio Lucimar de Moura Rosemar Maria Neto Thatiana Ignâcio | 44 s 16            | Colombie Mirtha Brock Luz Celia Ararat Melisa Murillo Digna Luz Murillo | 44 s 67            | Chili Daniela Riderelli Maria José Echeverría Daniela Pavez Maria Izabel Coloma | 45 s 37            |
| 4 × 400 m | Brésil Maria Laura Almirão Josiane Tito Lucimar Teodoro Geisa Coutinho            | 3 min 28 s 64 CR   | Venezuela Wilmary Álvarez Ángela Alfonso Yusmelis García Eliana Pacheco | 3 min 34 s 30      | Colombie Luz Celia Ararat Princesa Oliveros Mirtha Brock Rosibel García         | 3 min 41 s 05      |
| Records et Performances - AR : Record continental (area record) - CR : Record des championnats (championship record) - MR : Record du meeting (meet record) - NR : Record national (national record) - OR : Record olympique (olympic record) - PR : Record paralympique (paralympic record) - PB : Record personnel (personal best) - SB : Meilleure performance personnelle de la saison (season's best) - WL : Meilleure performance mondiale de l'année (world leader) - WJR : Record du monde junior (world junior record) - WR : Record du monde (world record) Circonstances et Conditions - DNF : N'a pas terminé (did not finish) - DNS : N'a pas pris le départ (did not start) - DQ : Disqualification (disqualification) - NM : Aucun essai valable enregistré (No Mark) - Q : Qualifié « directement » au prochain tour (ou à la prochaine compétition), lors d'une compétition majeure, grâce au classement ou à la réalisation des minima (automatic qualifier) - q : Qualifié au prochain tour (ou à la prochaine compétition), lors d'une compétition majeure, grâce au repêchage ou à la réalisation de l'une des meilleures performances parmi celles des « non qualifiés directement » (grâce au meilleur temps ou à la meilleure distance par exemple) (secondary qualifier) |                                                                                   |                    |                                                                         |                    |                                                                                 |                    |

## Tableau des médailles
| Rang | Nation    | Or | Argent | Bronze | Total |
| ---- | --------- | -- | ------ | ------ | ----- |
| 1    | Brésil    | 27 | 18     | 9      | 54    |
| 2    | Venezuela | 5  | 9      | 10     | 24    |
| 3    | Colombie  | 5  | 7      | 8      | 20    |
| 4    | Argentine | 3  | 3      | 4      | 10    |
| 5    | Chili     | 1  | 3      | 8      | 12    |
| 6    | Équateur  | 1  | 2      | 1      | 4     |
| 7    | Uruguay   | 1  | 1      | 1      | 3     |
| 8    | Panama    | 1  | 0      | 1      | 2     |
| 9    | Bolivie   | 0  | 1      | 0      | 1     |
| 10   | Paraguay  | 0  | 0      | 1      | 1     |
| 10   | Pérou     | 0  | 0      | 1      | 1     |